# Laurențiu Reghecampf
Laurențiu Aurelian Reghecampf (Târgoviște 19 september 1975) is een Roemeens voetbaltrainer en voormalig voetballer.

## Erelijst
| Steaua Boekarest - Roemeens landskampioen: 1997, 1998 - Roemeense beker: 1997 Litex Lovetsj - Bulgaars landskampioen: 1999 |  | Steaua Boekarest - Roemeens landskampioen: 2013, 2014 - Roemeense supercup: 2013 Al-Hilal - AFC Champions League Finalist: 2014 Al-Wahda - UAE Super Cup: 2017, 2018 - UAE League Cup: 2018 Espérance de Tunis - Tunesische Supercup: 2024 |